# Campeonato Mundial de Halterofilismo de 2014 - Mais de 75 kg feminino
A categoria mais de 75 kg feminino foi um evento do Campeonato Mundial de Halterofilismo de 2014, disputado no Palácio de Esportes Baluan Sholak, em Almaty, no Cazaquistão, entre 15 e 16 de novembro de 2014. 

## Calendário
Horário local (UTC+6) 
| Dia            | Horário | Fase    |
| -------------- | ------- | ------- |
| 15 de novembro | 09:00   | Grupo C |
| 16 de novembro | 09:00   | Grupo B |
| 16 de novembro | 14:00   | Grupo A |

## Medalhistas
| Evento    | Ouro                    | Ouro   | Prata             | Prata  | Bronze                       | Bronze |
| --------- | ----------------------- | ------ | ----------------- | ------ | ---------------------------- | ------ |
| Arranque  | Tatiana Kashirina (RUS) | 155 kg | Meng Suping (CHN) | 140 kg | Chitchanok Pulsabsakul (THA) | 132 kg |
| Arremesso | Tatiana Kashirina (RUS) | 193 kg | Meng Suping (CHN) | 180 kg | Praeonapa Khenjantuek (THA)  | 163 kg |
| Total     | Tatiana Kashirina (RUS) | 348 kg | Meng Suping (CHN) | 320 kg | Chitchanok Pulsabsakul (THA) | 294 kg |

## Recordes
Antes desta competição, o recorde mundial da prova era o seguinte:
| Recorde         | Tipo      | Atleta                  | Peso   | Local   | Data                   |
| Recorde Mundial | Arranque  | Tatiana Kashirina (RUS) | 151 kg | Londres | 5 de agosto de 2012    |
| Recorde Mundial | Arremesso | Zhou Lulu (CHN)         | 192 kg | Incheon | 26 de setembro de 2014 |
| Recorde Mundial | Total     | Tatiana Kashirina (RUS) | 334 kg | Moscou  | 23 de novembro de 2013 |

Os seguintes novos recordes foram estabelecidos durante esta competição.
| Arranque  | 152 kg | Tatiana Kashirina (RUS) | Recorde mundial |
| Arranque  | 155 kg | Tatiana Kashirina (RUS) | Recorde mundial |
| Arremesso | 193 kg | Tatiana Kashirina (RUS) | Recorde mundial |
| Total     | 340 kg | Tatiana Kashirina (RUS) | Recorde mundial |
| Total     | 348 kg | Tatiana Kashirina (RUS) | Recorde mundial |

## Resultado
Os resultados foram os seguintes. 
| Pos.              | Atleta                       | Grupo | Peso   | Arranque (kg) | Arranque (kg) | Arranque (kg) | Arranque (kg)     | Arremesso (kg) | Arremesso (kg) | Arremesso (kg) | Arremesso (kg)    | Total |
| Pos.              | Atleta                       | Grupo | Peso   | 1             | 2             | 3             | Resultado         | 1              | 2              | 3              | Resultado         | Total |
| ----------------- | ---------------------------- | ----- | ------ | ------------- | ------------- | ------------- | ----------------- | -------------- | -------------- | -------------- | ----------------- | ----- |
| Medalha de ouro   | Tatiana Kashirina (RUS)      | A     | 106.21 | 145           | 152           | 155           | Medalha de ouro   | 185            | 193            | —              | Medalha de ouro   | 348   |
| Medalha de prata  | Meng Suping (CHN)            | A     | 119.91 | 130           | 135           | 140           | Medalha de prata  | 170            | 180            | 190            | Medalha de prata  | 320   |
| Medalha de bronze | Chitchanok Pulsabsakul (THA) | A     | 125.22 | 126           | 127           | 132           | Medalha de bronze | 158            | 162            | 165            | 4                 | 294   |
| 4                 | Praeonapa Khenjantuek (THA)  | A     | 133.20 | 120           | 122           | 128           | 4                 | 156            | 159            | 163            | Medalha de bronze | 285   |
| 5                 | Yulia Konovalova (RUS)       | A     | 88.28  | 115           | 120           | 120           | 5                 | 145            | 150            | 155            | 5                 | 275   |
| 6                 | Shaimaa Khalaf (EGY)         | A     | 119.27 | 112           | 116           | 121           | 6                 | 145            | 150            | 155            | 8                 | 261   |
| 7                 | Son Young-hee (KOR)          | A     | 106.89 | 105           | 112           | 112           | 8                 | 141            | 147            | 150            | 6                 | 259   |
| 8                 | Anastasiya Lysenko (UKR)     | A     | 100.62 | 111           | 111           | 111           | 9                 | 130            | 136            | 142            | 9                 | 253   |
| 9                 | Mami Shimamoto (JPN)         | A     | 102.82 | 105           | 110           | 110           | 12                | 133            | 138            | 140            | 11                | 250   |
| 10                | Naryury Pérez (VEN)          | A     | 98.27  | 103           | 110           | 110           | 17                | 135            | 140            | 145            | 7                 | 248   |
| 11                | Halima Abdelazim (EGY)       | B     | 114.89 | 106           | 111           | 114           | 10                | 131            | 136            | —              | 12                | 247   |
| 12                | Tania Mascorro (MEX)         | B     | 105.39 | 109           | 113           | 114           | 7                 | 127            | 132            | 136            | 16                | 246   |
| 13                | Holley Mangold (USA)         | B     | 155.42 | 100           | 105           | 110           | 15                | 130            | 136            | 141            | 10                | 246   |
| 14                | Oliba Nieve (ECU)            | B     | 90.03  | 105           | 110           | 114           | 11                | 130            | 135            | 137            | 13                | 245   |
| 15                | Andreea Aanei (ROU)          | A     | 105.01 | 108           | 113           | 113           | 13                | 132            | 132            | 139            | 15                | 240   |
| 16                | Deborah Acason (AUS)         | B     | 91.78  | 103           | 107           | 107           | 16                | 122            | 127            | 129            | 17                | 232   |
| 17                | Sabina Bagińska (POL)        | B     | 104.50 | 97            | 100           | 102           | 20                | 128            | 132            | 134            | 14                | 232   |
| 18                | Riska Anjani Yasin (INA)     | C     | 104.71 | 99            | 103           | 106           | 18                | 121            | 125            | 129            | 18                | 232   |
| 19                | Marissa Klingseis (USA)      | C     | 99.40  | 98            | 102           | 105           | 19                | 122            | 126            | 130            | 19                | 228   |
| 20                | Kaity Fassina (AUS)          | C     | 95.25  | 98            | 102           | 105           | 14                | 118            | 122            | 125            | 21                | 227   |
| 21                | Magdalena Pasko (POL)        | B     | 90.77  | 95            | 100           | 100           | 21                | 125            | 125            | 128            | 20                | 220   |
| 22                | Shalinee Valaydon (MRI)      | C     | 113.16 | 90            | 95            | 100           | 22                | 110            | 115            | 115            | 22                | 210   |
| 23                | Madeleine Yamechi (FRA)      | C     | 83.84  | 88            | 90            | 94            | 23                | 110            | 113            | 115            | 23                | 203   |
| 24                | Roberta Buttiglieri (ITA)    | C     | 98.17  | 90            | 94            | 94            | 24                | 110            | 113            | 113            | 24                | 200   |
| —                 | Tabea Tabel (GER)            | C     | 75.38  | 87            | 87            | 87            | —                 | —              | —              | —              | —                 | —     |
| DSQ               | Hripsime Khurshudyan (ARM)   | A     | 87.00  | 100           | 102           | 107           | —                 | 130            | 136            | 139            | —                 | —     |